# 한국주택은행 축구단
한국주택은행 축구단은 한국주택은행에서 운영했던 축구단으로 1969년 3월 11일 창단되어 실업축구 (현 내셔널리그)에서 활동하였으며 1998년 11월 FA컵 대회 참가를 마지막으로 해체되었다. 이로써 1997년과 1998년 사이에 한국주택은행 축구단을 포함하여 중소기업은행, 국민은행, 할렐루야 축구단, 한일생명 등 총 5개 실업축구단이 해체되었다.
한편, 한국주택은행은 해당 축구단 해체 후 2000년 초 부산 대우 로얄즈 인수설이 있었으나 법인성격상  아마추어식 경영이 불가피하여 상대적으로 손해를 볼 것이 있어 무산되기도 했다.

## 유명 선수
- 류승호
- 김재한
- 김희태
- 노상래
- 조준호